# “苏沃洛夫公爵”号战列舰
“苏沃洛夫公爵”号战列舰（俄語：Князь Суворов）是20世纪头十年为俄罗斯帝国海军建造的五艘博罗季诺级前无畏舰之一。该舰于1904年日俄战争爆发后完工，成为第二太平洋分舰队司令齐诺维·罗杰斯特文斯基中将的旗舰。舰队在该舰完工数月后即被派往遠東，意图打破日本对旅顺港的封锁。在舰队航行途中，旅顺港被日军攻陷，其目的地遂改为符拉迪沃斯托克。1905年5月27日对马海战中，该舰被一发炮弹击中舰桥导致舵手阵亡、舰长与罗杰斯特文斯基负伤而脱离战列线，最终被日本鱼雷艇击沉。除由驱逐舰营救的20名受伤军官外，全舰其余无人生还。

## 描述
[[File:Borodino_class_battleship_diagrams_Brasseys_1906.jpg|alt=A black and white drawing of a large ship, from the top and from the side|left|thumb|300x300px|{{Center|如1906年《布拉西海军年鉴》所示，其姊妹舰“亚历山大三世”号的右舷立面图与甲板平面图]]

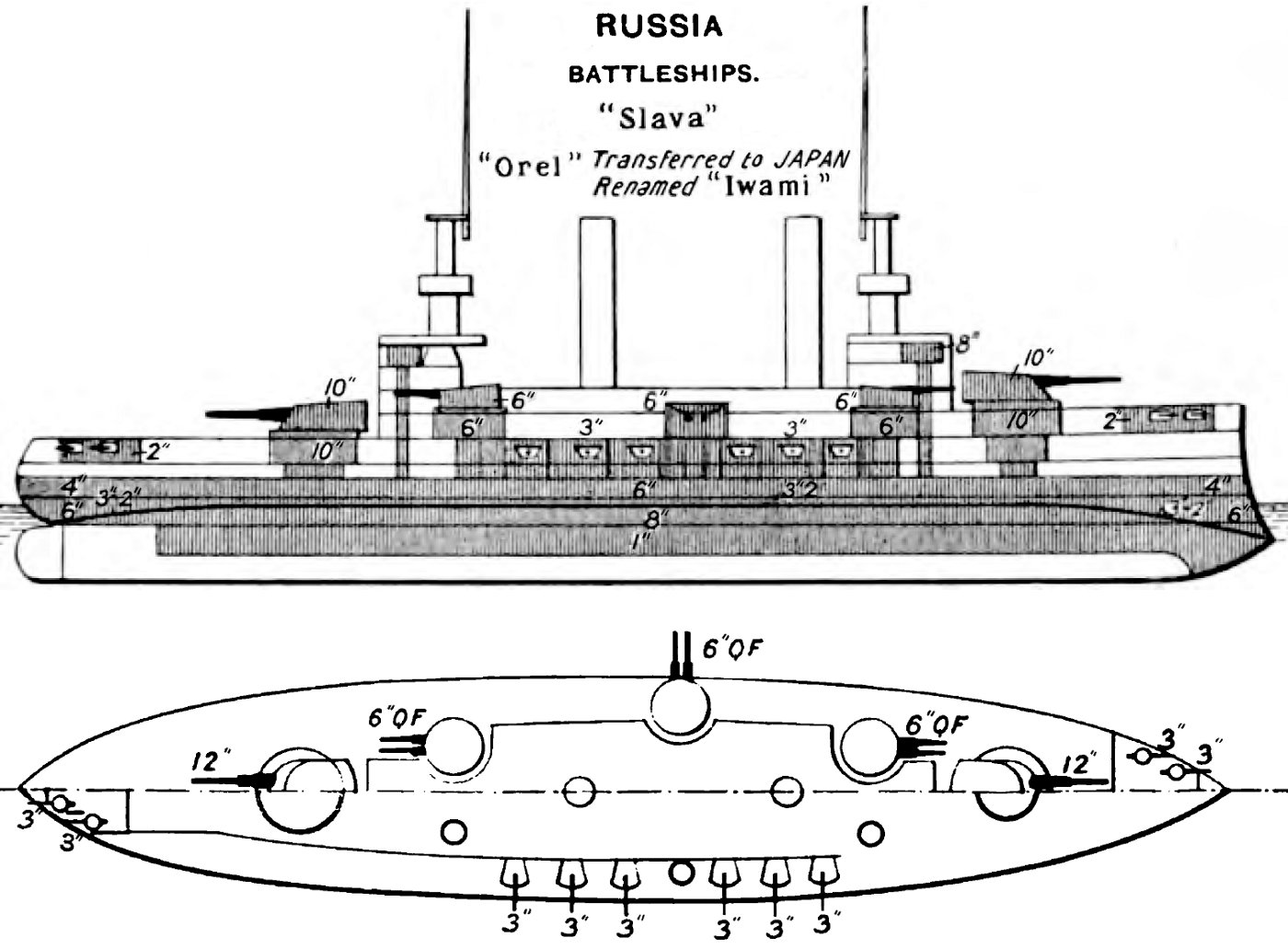
Center|如1906年《布拉西海军年鉴》所示，其姊妹舰“亚历山大三世”号的右舷立面图与甲板平面图

博罗季诺级战舰以法国建造的“皇太子”号设计为基础，根据俄国装备和建造习惯进行了修改。该级舰依据1898年“远东需求”计划建造，旨在向太平洋集结十艘战列舰。“苏沃洛夫公爵”号水线长389英尺5英寸（118.69），总长397英尺3英寸（121.1），舷宽76英尺1英寸（23.2），吃水深度29英尺2英寸（8.9），比设计值超出38英寸（965）。其正常排水量14,415長噸（14,646公噸），比设计排水量13,516長噸（13,733公噸）超出近900長噸（914公噸）。标准编制为28名军官和754名士兵，但对马海战时实际搭载了928名船员。
该级舰采用两台直立三胀蒸汽机驱动单轴螺旋桨，由20台贝尔维尔锅炉提供蒸汽。发动机额定功率15,800匹指示馬力（11,800千瓦特），设计最高航速18節（33每小時；21英里每小時）。但"苏沃洛夫公爵"号在1904年8月9日的建造商机械测试中，仅以15,575匹指示馬力（11,614千瓦特）达到17.5節（32.4每小時；20.1英里每小時）航速。其燃煤装载量可支持以10節（19每小時；12英里每小時）航速航行2,590海里（4,800；2,980英里）。
博罗季诺级的主炮为四门12英寸（305）1895型火炮，安装在两座双联装炮塔中，分别位于上层建筑的前后两端。副武器为十二门6英寸（152） 1892型火炮，布置在上甲板的六座双联装炮塔内，每舷三座。防御鱼雷艇的火力由若干小口径火炮组成：二十门75（3.0英寸）1892型火炮安装在舰体两侧的炮廓内，另有二十门47（1.9英寸）霍奇开斯速射炮布置于上层建筑。该级舰还配备四具15英寸（381）鱼雷发射管，其中水上发射管分别位于舰首和舰尾，水下发射管则每舷各一具。
博罗季诺级的水线装甲带采用克虏伯装甲，厚度为5.7至7.64英寸（145至194）。其炮塔装甲最大厚度达10英寸（254），甲板装甲厚度为1至2英寸（25至51）。1.5英寸（38）厚的下层装甲甲板向下倾斜，与同等厚度的防鱼雷舱壁相连。

## 服役
“苏沃洛夫公爵”号得名于亚历山大·苏沃洛夫亲王，1901年8月10日在圣彼得堡波羅的海造船廠开工建造。9月8日举行正式铺设龙骨仪式，俄罗斯帝国海军总司令阿列克谢·亚历山德罗维奇大公为其中一块龙骨板举行了安放仪式。该舰于1902年9月25日下水，俄罗斯沙皇尼古拉二世、康斯坦丁大公及希腊国王乔治一世亲临现场。在日俄战争爆发后的1904年9月完工，建造成本达13,841,000卢布。
1904年10月15日，作为第二太平洋分舰队司令罗杰斯特文斯基旗舰的“苏沃洛夫公爵”号，与其他舰艇一同从利鲍启航前往旅顺，任务是增援旅顺的第一太平洋分舰队并突破日本封锁。启航前罗杰斯特文斯基收到多份关于伪装成渔船的日本间谍和鱼雷艇的报告，遂于10月7日在丹麦斯卡恩完成燃煤补给后下令保持最高警戒。次日傍晚，当舰队接近多格滩时，辅助修理船"堪察加"号在雨中报告遭到鱼雷艇袭击。约四小时后，舰队在浓雾中遭遇正在多格滩作业的英国拖网渔船，并在极近距离向其开火。一艘渔船被击沉，至少三艘受损；数名渔民身亡，多人受伤。战列舰还向俄罗斯巡洋舰“阿芙乐尔”号和“迪米特里·顿斯科伊”号开火并造成损伤。该事件激怒英国民众，引发外交危机，直至10月29日俄罗斯道歉并同意赔偿才避免战争爆发。
罗杰斯特文斯基率领舰队沿非洲大西洋海岸南下，绕过好望角，于1905年1月9日抵达法属马达加斯加西北海岸的诺西贝岛。舰队在此停留两个月，期间罗杰斯特文斯基完成了燃煤补给安排。得知旅顺陷落后，他更改目的地为俄国在远东控制的另一港口符拉迪沃斯托克。3月16日，舰队驶往法属印度支那的金兰湾，历时近一月抵达后等待由涅鲍加托夫少将指挥的第三太平洋分舰队旗下一众老旧舰艇。5月9日后续舰队抵达，联合舰队于5月14日起航前往符拉迪沃斯托克。航行途中，罗杰斯特文斯基将舰队重组为三个战术支队以应对即将到来的战斗：第一分队由四艘新式博罗季诺级战列舰组成，“苏沃洛夫公爵”号担任旗舰；第二分队包含三艘旧式战列舰和一艘装甲巡洋舰；涅鲍加托夫所部仍为第三分队。虽无确切数据，但“苏沃洛夫公爵”号很可能超载约1,700長噸（1,727公噸），因其与姊妹舰均携带过量燃煤及其他物资，这些高位存放的物资降低了舰船稳定性。超重还导致水线装甲带没入水中，仅剩约4英尺6英寸（1.4）的上部装甲带露出水面。

### 对马海战
罗杰斯特文斯基决定取道对马海峡这一最快捷航线前往符拉迪沃斯托克，1905年5月27日遭到东乡平八郎海军大将指挥的日本主力舰队拦截。俄军进入海峡时以分列纵队行进，第二分队居左，第三分队殿后。正午时分，在被日军发现多时后，罗杰斯特文斯基下令由战列舰“奥斯利亚比亚”号率领的第二分队在第一分队后方组成纵列，但训练不足的信号兵导致全舰队陷入混乱——第三分队误跟至第二分队后方，致使第一分队虽仍居首却偏离至主纵队右侧。13时19分俄军发现日军主力舰队时，罗杰斯特文斯基仍在竭力调整队形。
发送给东乡的位置信息有误，导致其舰队在发现俄军时处于不利阵位。由于不愿与俄军第一战队正面交锋，东乡指挥舰队横越俄军前锋前方，随后调转航向将战列舰部署在俄军先头舰艇的左翼。14时05分，在此机动过程中，俄舰“苏沃洛夫公爵”号在5,800（6,300碼）距离向东乡平八郎海军大将的旗舰——日本战列舰“三笠”号开火。待日舰完成机动后，“三笠”号开始还击，战列舰“朝日”号与装甲巡洋舰“吾妻”号同时加入战斗，日舰火力分别集中在“苏沃洛夫公爵”号和“奥斯利亚比亚”号上。约14时20分，战列舰“富士”号加入对“苏沃洛夫公爵”号的炮击，该舰此前已被其他日舰命中起火。14时35分，弹片飞入司令塔，导致舵手阵亡，罗日杰斯特文斯基与舰长负伤；另一枚炮弹的弹片再次击中罗日杰斯特文斯基，使其陷入时断时续的昏迷状态。不久后，司令塔因火势蔓延无法坚守，舰艇不得不转由辅助操舵位控制。约14时52分，在右转四个罗经点指令下达后，又一发命中弹卡死舵机，迫使该舰在完全失去转向能力前几乎回旋了一整圈。大量炮弹破片击穿消防水管，导致多处火情难以控制。此时，“苏沃洛夫公爵”号后部12英寸炮塔因爆炸损毁，炮塔顶部被掀飞至后甲板，前烟囱倒塌，主桅杆亦被击断。
“苏沃洛夫公爵”号再未回归战列线，15时20分至15时35分间遭到“三笠”号、战列舰“敷岛”号以及上村彦之丞中将第二战队五艘巡洋舰的近距离围攻。其间“三笠”号与两艘巡洋舰各向其发射一枚鱼雷，但均未命中。15时39分，巡洋舰“千早”号连射两枚鱼雷并宣称其中一枚命中，然而“苏沃洛夫公爵”号状态未见明显变化。“千早”号在攻击时被一发炮弹击中水线上部，被迫进行紧急抢修。约15时40分，“吾妻”号上的英国观察员记录到“苏沃洛夫公爵”号舰艏下沉且严重左倾，从艏楼至主桅杆笼罩着浓密灰烟。此时该舰前部12英寸炮塔已被摧毁，但部分小口径火炮仍在还击。五分钟后，日本第五驱逐队从不足900碼（820）距离发动鱼雷攻击，五枚鱼雷无一命中。驱逐队领舰的锅炉舱被一枚三英寸炮弹击中，该炮弹可能来自“苏沃洛夫公爵”号。
16时08分，该舰陷入两舰队之间的夹击，遭到多数日舰近距离炮击。日舰观察员描述其“如同喷发中的火山岛”。“三笠”号与“敷岛”号在此期间分别向“苏沃洛夫公爵”号发射两枚及一枚鱼雷，均未奏效。根据英日同盟派驻"朝日号"的英国皇家海军官方军事观察员威廉·C·帕肯汉上校记录：约16时30分，一枚12英寸炮弹命中“苏沃洛夫公爵”号后部6英寸炮塔附近，引发爆炸并形成50英尺（15米）高的火柱。17时05分，第四驱逐队的三艘驱逐舰发动攻击，六枚鱼雷中仅一枚命中。该舰立即产生10度侧倾，但无沉没迹象。“苏沃洛夫公爵”号的一发炮弹击中驱逐舰“朝雾”号，但未造成严重损伤。 
约17时30分，俄军驱逐舰“狂暴”号驶近并接走“苏沃洛夫公爵”号上包括罗日杰斯特文斯基在内的负伤军官，仅留一名未受伤的候补生指挥。该舰继续以4—5節（7.4—9.3每小時；4.6—5.8英里每小時）航速南行，约18时30分起遭多艘日舰围攻，直至19时20分第十一鱼雷艇队的四艘鱼雷艇发动攻击。七枚发射鱼雷中有两至三枚命中，其中一枚疑似引爆弹药库，伴随黄黑烟云喷涌而出，“苏沃洛夫公爵”号左倾加剧并于19时30分许倾覆。除“狂暴”号接走的20名军官外，舰上928名官兵无人生还。海军历史学家朱利安·科贝特爵士评述：“只要尚存一炮高出水面，她便持续开火。全体舰员无一生还，其顽强勇武非言语所能尽表。若海军记忆中存在不朽，必属此舰与此辈。”

## 脚注

### 引文
1. ↑  张恩东 (2018)，第201頁.
2. ↑  雷利源 (2007)，第48頁.
3. ↑  閻京生 (2007)，第120頁.
4. ↑  熊顯華 (2023)，第2頁.
5. ↑  Gribovsky (2010)，第3頁.
6. ↑  McLaughlin (2003)，第136頁.
7. 1 2 3  Campbell (1978)，第187頁.
8. ↑  McLaughlin (2003)，第137, 144頁.
9. ↑  McLaughlin (2003)，第136–137, 142頁.
10. ↑  McLaughlin (2003)，第136–137頁.
11. ↑  Silverstone (1984)，第378頁.
12. ↑  . The Times (36562) (London). 17 September 1901. p. 9.
13. ↑  . The Times (36883) (London). 26 September 1902. p. 8.
14. ↑  Campbell (1979)，第184頁.
15. ↑  McLaughlin (2003)，第136, 142頁.
16. ↑  Forczyk (2009)，第9頁.
17. ↑  Pleshakov (2002)，第91–97頁.
18. ↑  Hough (1958)，第42–44頁.
19. ↑  Pleshakov (2002)，第98–109頁.
20. ↑  Forczyk (2009)，第25, 56頁.
21. ↑  McLaughlin (2003)，第141, 167頁.
22. ↑  Forczyk (2009)，第56, 58頁.
23. ↑  Forczyk (2009)，第58頁.
24. 1 2  McLaughlin (2003)，第169頁.
25. ↑  Arbuzov (1993)，第27頁.
26. ↑  Campbell (1978)，第129頁.
27. ↑  Campbell (1978)，第130–131頁.
28. ↑  Campbell (1978)，第132頁.
29. ↑  Campbell (1978)，第132–133頁.
30. ↑  Forczyk (2009)，第67頁.
31. ↑  Corbett (2015)，第291頁.

## 扩展阅读
- Taras, Alexander.  [Ships of the Imperial Russian Navy 1892–1917]. Library of Military History. Minsk: Kharvest. 2000. ISBN 978-985-433-888-0 （俄语）.
- Watts, Anthony J. . London: Arms and Armour Press. 1990. ISBN 978-0-85368-912-6.